# هلین روسو
هلین روسو (انگلیسی: Hélène Rousseaux؛ زادهٔ ۲۵ سپتامبر ۱۹۹۱) بازیکن والیبال اهل بلژیک است.
از باشگاه‌هایی که در آن بازی کرده‌است می‌توان به فوتورا بوستو آرسیتسیو و آگیل والی اشاره کرد.